# Pati (Indonésie)
Pour les articles homonymes, voir Pati.
Pati est une ville d'Indonésie dans la province de Java central.

## Histoire
Une inscription, dite de Tuhannaru et découverte dans le village de Sidateka, kabupaten de Mojokerto, est conservée au musée de Trowulan. Rédigée en alphabet javanais ancien, elle est constituée de huit plaques de métal. Sur la quatrième plaque, on peut lire que le roi de Majapahit Jayanegara ajoute à son titre celui d' abhiseka wiralanda gopala à une date correspondant au 13 décembre 1323. Il accorde le statut de perdikan ou village franc aux villages de Tuhannaru et Kusambyan.
Par ailleurs dans la Babad Pati, ou chronique de Pati, on peut lire :
"Tan alami pajajaran kendhih, keratonnya ing tanah Jawa angalih Majapahite, ingkang jumeneng ratu, Brawijaya ingkang kapih kalih, ya Jaka Pekik wasta, putra Jaka Suruh, Kyai Ageng Pathi nama, Raden Tambranegara sumewa maring Keraton Majalengka",
ce qui veut dire :
"Peu après le royaume de Pajajaran fut défait, puis le royaume de Java se déplaça à Majapahit, dont Brawijaya II devint le roi, Jaka Pekik était son nom, fils de Jaka Suruh. À cette époque le Kyai Ageng Pati, qui s'appelait Tambranegara se rendit à Majalengka (Majapahit)".
Sur cette base, les autorités de Pati ont en 1993 adopté le 7 août 1323 comme date de fondation du kabupaten de Pati.

### La residentie de Pati

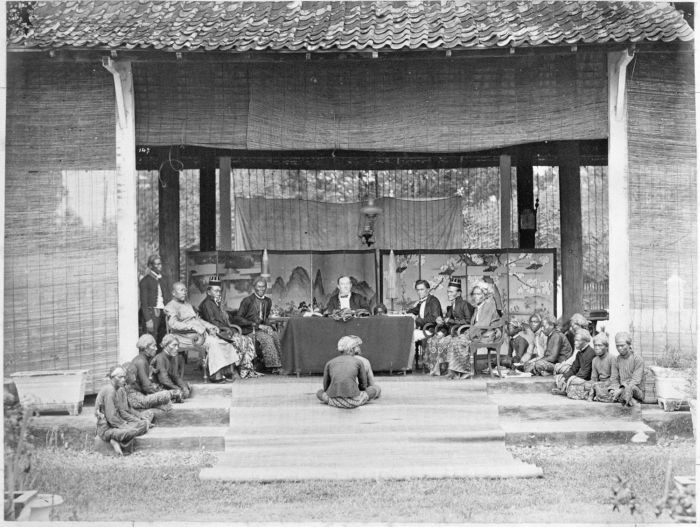
Le resident de Pati, P. W. A. van Spall, préside le tribunal (1867)

## Tourisme

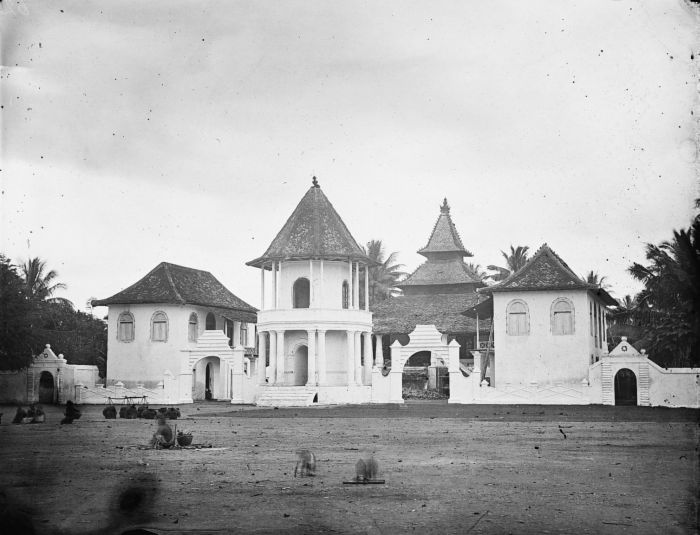
La mosquée de Pati (1900-1940)

- Porte de Majapahit : faite en teck, cette porte est située à 4 km de Pati.
- Sendang Tirta Marta Sani : cette source (sendang), située non loin de la Porte de Majapahit, est agrémentée d'un bassin. On y vient pour méditer. Le pendopo attenant abrite un centre culturel où l'on produit des danses de la région. Dans l'enceinte se trouve également la tombe d'Adipati Pragolo, un bupati de Pati à l'époque du royaume de Mataram.
- Chute d'eau de Grenjengan Sewu : d'une hauteur de 75 mètres.
- Gua Wareh